# Bogata (Mureș)
Bogata é uma comuna romena localizada no distrito de Mureș, na região histórica da Transilvânia. A comuna possui uma área de  km² e sua população era de 2022 habitantes segundo o censo de 2007.
Localiza-se na proximidade de Cluj-Napoca, Mediaș, Sighișoara e Târgu Mureș. Foi fundada no século XIII.